# Mongolië op de Olympische Jeugdwinterspelen 2012
Mongolië was een van de landen die deelnam aan de Olympische Jeugdwinterspelen 2012 in Innsbruck, Oostenrijk.

## Deelnemers en resultaten
(m) = mannen, (v) = vrouwen 

### Langlaufen
| Olympiër          | Onderdeel          | Resultaat | Prestatie         |
| ----------------- | ------------------ | --------- | ----------------- |
| Usukhbayar Dandar | 10 km klassiek (m) | 42e       | 37.16,0 (+7.47,2) |
| Usukhbayar Dandar | sprint (m)         | 48e       | kwalificatie      |

### Schaatsen
| Olympiër              | Onderdeel      | Resultaat | Prestatie                       |
| --------------------- | -------------- | --------- | ------------------------------- |
| Enkh-Ariun Altantulga | 500 m (v)      | 14e       | 94,75 (+ 13,07) [47,12 + 47,63] |
| Enkh-Ariun Altantulga | 3000 m (v)     | 14e       | 5.25,40 (+ 48,07)               |
| Enkh-Ariun Altantulga | massastart (v) | 20e       | 6.38,07 (+ 37,01)               |